# Referendum in Ghana 1964
Das Referendum in Ghana 1964 fand vom 23. bis zum 31. Januar 1964 statt. Mit Hilfe des Referendums sollte eine Verfassungsänderung legitimiert werden. Das Volk sollte auf Betreiben von Präsident Kwame Nkrumah dessen präsidialen Machtbefugnisse stärken. Ferner wurde praktisch ein Einparteiensystem eingeführt, welches die Convention People’s Party, die Partei von Präsident Nkrumah, zur einzigen legalen Partei in Ghana machte. Dieses Referendum schuf damit die Voraussetzung für die Ein-Parteien-Parlamentswahlen und Ein-Kandidaten-Präsidentschaftswahlen des Jahres 1965.
Insgesamt stimmten 2.776.372 Wähler über das Referendum ab. Der Volksentscheid wurde mit einer extrem großen Mehrheit angenommen. Über die Einhaltung fairer Wahlbedingungen und der Regeln demokratischer Wahlen können keine Aussagen getroffen werden.
| Abstimmverhalten         | Stimmen   | %       |
| ------------------------ | --------- | ------- |
| Ja                       | 2.773.920 | 99,91 % |
| Nein                     | 2.452     | 0,09 %  |
| Quelle: Africanelections |           |         |